# Caio Lívio Druso
Caio Lívio Druso (em latim: Gaius Livius Drusus) foi um político da gente Lívia da República Romana eleito cônsul em 147 a.C. com Públio Cornélio Cipião Africano Emiliano.

## Família
Lívio Druso era membro da gente plebeia dos Lívios. Seu pai nasceu na gente patrícia Emília, muito provavelmente um irmão mais novo de Lúcio Emílio Paulo Macedônico, e foi adotado por Marco Lívio Salinador. Marco Lívio Druso, cônsul em 112 a.C., era seu filho.

## Carreira
Druso foi eleito pretor por volta de 150 a.C. e, três anos depois, foi eleito cônsul com Cipião Emiliano, que era, possivelmente, um primo de primeiro grau. No auge da Terceira Guerra Púnica, havia uma enorme preocupação em Roma sobre quem seria encarregado das forças romanas lutando na África contra Cartago. Druso, como era o costume, exigiu um sorteio para decidir as províncias de cada cônsul, o que foi vetado por um dos tribunos da plebe, que propôs que a decisão sobre as províncias fosse tomada pela Assembleia da plebe, que escolheu entregar a guerra contra Cartago a Cipião Emiliano.

## Jurista
Este Lívio Druso também têm sido identificado como o mesmo jurista mencionado por Cícero em "Tusculanae Disputationes". Segundo ele, Druso teria escrito obras muito populares entre estudantes de Direito e muito citadas por autores posteriores. Celso cita uma opinião dele sobre os direitos legais dos vendedores, afirmando que estes poderiam acionar de forma equitativa os compradores para recuperar um prejuízo incorrido na manutenção de um escravo que o comprador, sem uma causa justa, se recusou a aceitar. Prisciano atribui a Druso a frase "Impubes libripens esse non potest, neque antestari" (“Garotos não podem ficar de pé antes de aprenderem a se equilibrar").
Já na velhice, apesar de cego, Lívio Druso continuou a aconselhar a multidão, que costumava a se encontrar na frente de sua casa para ter com ele.